# Sherpa (langue)
Pour les articles homonymes, voir Sherpa (homonymie).
Le sherpa (ཤེརཔཱ , devanagari: शेर्पा; aussi dénommé sharpa, sharpa bhotia, xiaerba, serwa) est une langue parlée en partie au Népal et au Sikkim principalement par la communauté sherpa. Environ 130 000 locuteurs vivent au Népal (recensement de 2001), environ 20 000 en Inde (1997), et environ 800 au Tibet (1994).